# سیارک ۲۰۵۳۳
سیارک ۲۰۵۳۳ (به انگلیسی: 20533 Irmabonham، نامگذاری:1999RO72) بیست هزار و پانصد و سی و سومین سیارک کشف شده‌است که در ۷ سپتامبر ۱۹۹۹ کشف شد.
قدر مطلق سیارک برابر ۱۸.۶ است.